# Orphans
"Orphans" é uma canção da banda britânica de rock alternativo Coldplay, presente em seu oitavo álbum de estúdio, Everyday Life (2019). Foi lançado em 24 de outubro de 2019, junto com o single "Arabesque" e aparece em Sunset, o segundo lado de Everyday Life. A canção foi escrita pelos membros da banda e produzida pelo The Dream Team.

## Antecedentes e promoção
A banda anunciou o lançamento das canções "Orphans" e "Arabesque" como um lançamento duplo em 24 de outubro de 2019 como os primeiros singles de Everyday Life. Sobre o conteúdo das canções, o vocalista Chris Martin disse em uma entrevista à BBC Radio 1 que "algumas são muito pessoais, sobre coisas reais da minha vida, outras são sobre as coisas que vejo ou vemos, e algumas trata-se de tentar simpatizar com o que as outras pessoas estão passando." No dia do lançamento, a banda configurou um cronômetro que contava até o lançamento das canções.

## Videoclipe
O videoclipe de "Orphans" estreou em 25 de outubro de 2019. O videoclipe mostra o desenvolvimento da canção desde suas raízes primitivas, um memorando de voz de Chris Martin, no qual o cantor é ouvido falando sobre o ajuste de seu violão antes de tocar o que se tornaria o riff principal da música, até a faixa estando totalmente polida.

## Desempenho nas tabelas musicais
| Tabela musical (2019–2020)                              | Melhor posição |
| ------------------------------------------------------- | -------------- |
| Alemanha (Offizielle Deutsche Charts)                   | 94             |
| Argentina (Argentina Hot 100)                           | 62             |
| Austrália (ARIA)                                        | 71             |
| Bélgica (Ultratop 50 da Valônia)                        | 7              |
| Bélgica (Ultratop 50 de Flandres)                       | 9              |
| Bolívia (Monitor Latino)                                | 14             |
| Canadá (Billboard AC)                                   | 33             |
| Canadá (Billboard Hot AC)                               | 47             |
| Canadá (Billboard Rock)                                 | 27             |
| Canadá (Canadian Hot 100)                               | 59             |
| República Checa (Rádio Top 100)                         | 27             |
| República Checa (Singles Digitál Top 100)               | 56             |
| Croácia (HRT)                                           | 4              |
| Escócia (Scottish Singles Chart)                        | 13             |
| Eslováquia (Rádio Top 100)                              | 91             |
| Eslováquia (Singles Digitál Top 100)                    | 45             |
| Eslovênia (SloTop50)                                    | 25             |
| Espanha (PROMUSICAE)                                    | 88             |
| Estados Unidos (Billboard Adult Top 40)                 | 28             |
| Estados Unidos (Bubbling Under Hot 100 Singles)         | 6              |
| Estados Unidos (Billboard Hot Rock & Alternative Songs) | 3              |
| Estados Unidos (Billboard Rock Airplay)                 | 1              |
| Estônia (Eesti Ekspress)                                | 31             |
| França (SNEP)                                           | 172            |
| Hungria (Rádiós Top 40)                                 | 20             |
| Hungria (Single Top 40)                                 | 37             |
| Irlanda (IRMA)                                          | 31             |
| Israel (Media Forest)                                   | 4              |
| Itália (FIMI)                                           | 55             |
| Japão (Japan Hot 100)                                   | 87             |
| Letônia (LAIPA)                                         | 23             |
| Líbano (Lebanese Top 20)                                | 7              |
| Lituânia (AGATA)                                        | 28             |
| México Airplay (Billboard)                              | 24             |
| México Ingles Airplay (Billboard)                       | 1              |
| Noruega (VG-lista)                                      | 33             |
| Nova Zelândia (RMNZ)                                    | 10             |
| Países Baixos (Dutch Top 40)                            | 15             |
| Países Baixos (Single Top 100)                          | 37             |
| Polónia (Polish Airplay Top 100)                        | 20             |
| Portugal (AFP)                                          | 65             |
| Reino Unido (UK Singles Chart)                          | 27             |
| Suécia (Sverigetopplistan)                              | 37             |
| Suíça (Schweizer Hitparade)                             | 25             |

## Certificações
| Brasil (Pro-Música Brasil)                                                        | Ouro  | 20.000‡  |
| Itália (FIMI)                                                                     | Ouro  | 25.000‡  |
| Reino Unido (BPI)                                                                 | Prata | 200.000‡ |
| ‡ Número de vendas + streaming definido com base apenas no nível de certificação. |       |          |